# ブラッシュアップライフ
『ブラッシュアップライフ』は、2023年1月8日から3月12日まで、日本テレビ系「日曜ドラマ」枠にて放送されたテレビドラマ。主演は民放プライムタイムの連続ドラマ初主演となる安藤サクラ。
不思議な日常を描くタイムリープ系ヒューマンコメディ。

## あらすじ
地元の市役所で働く近藤麻美は、幼馴染のなっちとみーぽんと3人で平凡ながらも楽しく日々を過ごしていたが、或る日突然交通事故で亡くなってしまう。
死後の世界の受付係から来世は「人間以外の生物」として生まれ変わる事を告げられ、それは嫌だと思っていると、もう一度同じ人生をやり直して、善い行いをして徳を積む事で人間に生まれ変わる事も可能だと告げられる。麻美は人間に生まれ変わるべく、もう一度同じ人生をやり直す事を決め、前世の記憶を持ったまま2周目の人生をスタートさせる。
大人の観察力・思考力と過去の出来事の記憶から、身の回りで起こる様々な問題を軌道修正して解決し、着実に徳を積んでいったが、再び交通事故で亡くなってしまい、このままでは徳が足りずに人間になれない事を知り、さらに人生をやり直す事を決める。
こうして何度も人生をやり直す中で、過去に解決したはずの同じ問題を何度も解決しなければならず、しかも自分の立場や周りの人の行動が複雑に絡んでどんどん解決が難しくなっていくが、それらを何とかすべく奮闘していく。
そうして迎えた4周目の人生で、中学時代の生徒会長である宇野真里から自分も人生を何度もやり直している事を告白される。実は、(麻美の記憶にはない)真理の1周目の人生では、麻美、真理、なっち、みーぽんの4人は仲良しだった事を知る。そして、この後なっちとみーぽんは飛行機事故で亡くなってしまう事と、その飛行機事故を回避すべく真理がパイロットになり、何度も人生やり直している事を知るが、結局事故は回避出来ず1人残された麻美は悲しみに暮れる。
その後麻美が事故で亡くなった時、遂に来世は人間である事を受付係から告げられるが、3人を救う為に最後にもう一度やり直す事を決めて5周目の人生をスタートする。同じく人生をやり直している真理と共にパイロットになり、悪戦苦闘しながらも遂に飛行機事故を回避する事に成功した。4人は再び仲良しになって幸せに暮らし、麻美は天寿を全うしてその生涯を閉じた。
麻美の死後、実家の前には4羽のハトが仲良く電線に止まっていた。

## キャスト

### 仲良し3人組
近藤麻美（こんどう あさみ） / あーちん
演 - 安藤サクラ（乳児期：龍野七海、保育園時代：永尾柚乃、小学校時代：和田愛海 、中学校時代：安原琉那、98歳時：石原ヒロコ）
主人公。地元の北熊谷市役所に勤務する女性。両親と妹と実家暮らし。親友の夏希・美穂と仲良しグループを形成。
2023年1月7日（夜）にコンビニの前で落としたゴミを拾おうとしたところ、交通事故に遭い33歳で亡くなってしまう。死後の世界の受付係から、来世はグアテマラ南東部のオオアリクイであることを告げられる。しかし来世に進まず今世をやり直すことも可能だと知り、人間に生まれ変わる為に必要な徳を積むことを目指す。
2周目では前世の記憶を頼りに幼少期より徳を積み、生徒会長の宇野真里には勝てずとも1周目より優秀な成績で中学を卒業する。1周目と同じ女子校に通うも大学は薬学部に進学し、就職先が薬局に変化する。1周目の死因である事故は回避されたものの、同じく33歳で交通事故で死亡。ある程度の徳は積めたようだが、来世はインド太平洋のニジョウサバだと告げられ、3周目のやり直しへ。
3周目では成績は宇野真里に突き放されたが、多くの人を喜ばせて徳を積めると考え、日本テレビに就職しドラマ制作のスタッフになる。初プロデュースしたドラマ『ブラッシュアップライフ』の初回放送の日（2019年7月10日）に渾身の予告動画を見ていたところ、29歳で自動車事故に巻き込まれ死亡。来世は北海道のムラサキウニだと告げられ、4周目のやり直しを開始。
4周目では中学で宇野真里を超えて成績1位となり、生徒会長に就任して県内トップの偏差値の高校に進学。研究医となり医学に貢献して多くの人の命を救う算段を考える。このとき真里が既に5周目であること、真里の1周目では麻美・真里・夏希・美穂は仲良し4人組だった（そのとき麻美は62歳以降まで生存していた）こと、後に飛行機事故で亡くなる夏希・美穂を救う為にパイロットになったことを知る。その後39歳で工事現場の落下事故により亡くなり、来世は念願の人間と告げられるが、夏希・美穂・真里の3人を救うべく最後の人生やり直しを決意。
5周目では幼少期から真里の指導のもと、パイロットになる為の人生を歩む。937便の事故を回避させた後はパイロットを辞め、市役所に再就職する。それから58年後、夏希・美穂・真里の3人と同じ老人ホームに入居。98歳で天命を全うし、その生涯に幕を閉じた。合計232歳。
門倉夏希（かどくら なつき）/ なっち
演 - 夏帆（小学校時代：小吹奈合緒、中学校時代：早瀬憩、老年期：橘侑希）
麻美の小・中学校の同級生。第2話のプロフィール帳のシーンで判断すると、小学4年生時点のクラスメイト。成人後はショートヘアで茶系の服を愛用している。人や物を紹介しないという個性がある。
米川美穂（よねかわ みほ）/ みーぽん
演 - 木南晴夏（小学校時代：前田織音、中学校時代：住田萌乃、老年期：内藤律子）
麻美の小・中学校の同級生。第2話のプロフィール帳のシーンで判断すると、小学4年生時点のクラスメイト。成人後はセミロングヘアで茶系の服を愛用している。仲良しグループで唯一車を持って運転手を務める。
知覚過敏という裏設定がある。
夏希と美穂は常に一緒に行動している。麻美の1～3周目では仲良し3人組だったが、4～5周目で麻美が勉学（医学部入学、パイロット）に専念した為、疎遠となってしまう。
2人とも35歳で飛行機事故で死亡する運命にあり、真里が人生を繰り返して回避に努めるも5周目（麻美の4周目）まで悲劇が続いていたが、6周目（麻美の5周目）でついに回避される。無事到着した台北の空港で麻美・真里と再会し、本来の仲良し4人組となる。

### 学生時代の麻美の関係者
宇野真里（うの まり）/ まりりん
演 - 水川あさみ（第3話・第7話 - 最終話）（小学校時代：板垣樹〈第2話・第8話・第9話〉、中学校時代：瀧七海〈第2話・第4話・第7話 - 第9話〉、老年期：仙石みよ子〈最終話〉）
麻美が中学3年の時の生徒会長であり、学年1位の成績を収める優等生。4周目の麻美とラウンドワンでプリクラを撮り仲良くなり、麻美から「まりりん」と呼ばれるようになる。
余りにも何事も完璧にこなすため「宇野真里タイムリープ説」で人生をやり直していると冗談で囁かれていたが、実際にタイムリーパーであった。麻美が周を追うごとに勉強ができるようになっていくことからタイムリーパーだと感づき、自身の5周目の際、4周目の麻美に「人生何周目？」と問いかける。
初めて亡くなったときは来世は南米のシロアリに生まれ変わると言われていた。
1周目ではさくら保育園に保育士として就職し、福田と交際する。しかし彼を誘惑した静香に浮気されてしまい、福田の顔面を殴打し別れを告げ、静香には電話越しに罵詈雑言を浴びせている。
1周目で仲良し4人組であった夏希・美穂が航空機で墜落死したことを知り、2周目以降では彼女たちと疎遠になりながらもパイロットになって命を救おうと奔走していたが、5周目までは失敗に終わっていた。5周目を終えた際には、来世はフナムシであると告げられている。
6周目で937便の事故を回避させるとパイロットを辞め、保育園に再就職する。仲良し4人組が復活した際に仇名が「まっさん」になっていたがその後「まっちょ」に変わり、58年後、麻美・夏希・美穂と同じ老人ホームで生活するころには「ぴょろたん」に変化している。
福田俊介（ふくだ しゅんすけ）/ ふくちゃん
演 - 染谷将太（小学校時代：塩崎忍）
小・中学校の同級生。地元のラウンドワンの店員。
元・売れないミュージシャンで、これにより静香と離婚（それを知る2周目の麻美はミュージシャンにならないよう忠告しようかと考えるが、後妻との間に子供を授かるのを邪魔することになると思い忠告しなかった）。
3周目の麻美がテレビドラマ関係に進んだことで音楽と並行し俳優として売り込み、飛行機の欠航で撮影に参加できない前野朋哉の「後ろ姿」の代役でとして撮影に呼ばれる。
麻美の5周目ではラウンドワンのチーフに昇進している。
森山玲奈（もりやま れな）
演 - 黒木華（第3話・第7話）（保育園時代：鈴木凛子〈第1話・第6話・第8話〉、小学校時代：本屋碧美〈第2話〉、中学時代：真白莉瑚〈第2話・第3話・第7話・第9話〉）
麻美の友達。麻美の1周目では父親が保育園の洋子先生と不倫したことで両親が離婚し、名字が変わり途中で保育園を去っている。麻美の2周目以降は父親の不倫が妨害されたことで、麻美たちと同じ小学校に進学する。
麻美の2周目の33歳の時に彼女たち3人組と再会するが、交際相手として紹介したのは麻美の薬局の同僚・宮岡（既婚者）だった。ショックを受け泣き崩れるのを覚悟して宮岡の素性を明かした彼女たちの予想に反し、電話越しに罵詈雑言を浴びせて別れを告げる。
麻美の3周目以降では事前の妨害により宮岡とは交際に発展しない。5周目の麻美からは保育園の時点で将来悪い男に引っかからないように「ミヤオカサンワキコンシャ」というおまじないを教えられているが、29歳で麻美と夢庵に行った時には忘れていた。
田上静香（たがみ しずか）/ しーちゃん
演 - 市川由衣（小学校時代：上村結羽）（第2話・第4話・第7話 - 最終話）
同級生。成人して福田と結婚するが、その後、離婚している。
真里の1周目では、真里と交際中にもかかわらず福田（ふくちゃん）を誘惑し浮気をさせたことで、彼女から電話越しに罵詈雑言を浴びせられている。
丸山美佐（まるやま みさ）/ ごんちゃん
演 - 野呂佳代（小学校時代：羽子田梨杏、中学校時代：小澤美優）（第2話・第4話 - 最終話）
同級生。第2話のプロフィール帳のシーンで判断すると、小学4年生時点のクラスメイト。3周目の麻美とドラマ『花咲舞が黙ってない』のヘアメイク係として再会する。金髪、喫煙、足のタトゥー以外は変わっていなかった。後にその時には結婚していたことが判明する。
麻美の4周目では、夏希・美穂・真里の葬式帰りに麻美・福田と一緒にラウンドワンで一晩を過ごしている。
あだ名はみさごん→ごんみさ→ごんちゃん→ちゃんごんと変化している。
加藤直人
演 - 宮下雄也（中学校時代：藤井優）（第2話・第4話・第7話 - 最終話）
同級生。麻美の1周目での初恋の相手だが、成人時の加藤の姿を知っている2周目以降の麻美は全く惹かれなくなった。
成人式の後にラウンドワンで開かれた同窓会のカラオケで「粉雪」を熱唱する。
島本加奈子（しまもと かなこ）/ ぺーたん
演 - うらじぬの（小学校時代：小嶋咲絢、中学校時代：野中梨緒那）（第2話・第4話・第7話 - 最終話）
同級生。第2話のプロフィール帳のシーンで判断すると、小学4年生時点のクラスメイト(この時点でのニックネームは「かなっぺ」であると思われる)。麻美の3周目では、新三郷のIKEAで勤務している。
三田哲夫（みた てつお） / ミタコング
演 - 鈴木浩介（第2話・第4話・第7話・第9話）
中学時代の社会科教師。麻美の1周目では電車内で痴漢に間違われ教員を辞める運命を辿るが、2周目の麻美が偶然現場に居合わせ隠し撮りをしていたことで冤罪であることが証明される（この際、真犯人は1周目の麻美の上司・谷口であることが判明）。後日、お礼に麻美の自宅を訪問し、中学時代に没収していた彼女のゲームボーイアドバンスと逆転裁判2を返却する。
3周目の麻美は東京でのドラマ撮影により物理的に痴漢冤罪を救うことは難しかったが、結婚して赤ちゃんを授かったと聞かされていた為、撮影を巻いて埼玉に駆け付けて別の車両に移動させたことで真犯人の谷口が現行犯逮捕される。
4周目の麻美は冤罪阻止の直前に静香と遭遇したため彼女の離婚相談と偽ってガストで時間を稼ぐ方法を取るが、静香に離婚を早まるなと注意して歴史を改変させそうになり、麻美に軌道修正される。
田邊勝（たなべ まさる）
演 - 松坂桃李（第2話 - 第4話）
麻美の元カレ。麻美の1周目では大学の同じ文学部で接点があり交際することになるが、パチンコにハマり、麻美に5万円を借金したまま破局を迎えている。
麻美の2周目では彼女が薬学部に入学したことで接点がなくなったが、後にビジネス雑誌にて年商10億円の実業家として成功し、逃がした魚は大きいと彼女を複雑な気持ちにさせる。そのポテンシャルを知る3周目の麻美と交際することになるが、ギャンブルや生活について釘を刺されたことで別れを切り出す。麻美と2ヶ月交際したことで、年商9億円にダウンしている。

### 麻美の家族
近藤寛（こんどう ひろし）
演 - 田中直樹
麻美の父親。
近藤久美子（こんどう くみこ）
演 - 中島ひろ子
麻美の母親。
近藤遥（こんどう はるか）
演 - 志田未来（幼少期：石塚月雪、幼児期：佐々木明杏、老年期：加藤美智子）
麻美の妹。車を運転し麻美を送る。4周目以降は麻美が秀才になっていた為、姉と比較され苦労している。その際「お姉ちゃん人生2周目でしょ」と冗談ながらも鋭い発言を残している。
斎藤工か、ほぼ斎藤工としか結婚しないと言っていたが、父親似の中山賢治と結婚することになる。
58年後、孫と一緒に電線にいる4羽の鳩を見ていた。
原田信博
演 - 綾田俊樹（第3話・第5話・第7話・第9話）
麻美の祖父。麻美の人生1周目の際には2016年に病死していたが、その死因が2周目の麻美（薬剤師）によって飲み合わせの悪い薬の併用であることが判明する。3周目の麻美にはテレビドラマの制作で得た知識、4周目の麻美には医学部卒の助言、5周目の麻美には航空学校の生徒の体調管理の知識という形で併用誤飲から救われ、正しく処方された薬で改善し2024年の遥の結婚式に参列している。
原田サチ
演 - 松金よね子（第3話・第5話・第7話・第9話）
麻美の祖母。

### 市役所の人々（1周目）
1周目の麻美の職場「北熊谷市役所」で関わる人たち。
河口美奈子（かわぐち みなこ）
演 - 三浦透子（第1話・第8話・最終話）
麻美の後輩。麻美が4周目の時、既に8周目の人生を送っていたタイムリーパーで、1周目の人生をトレースし続けていたことがわかる。麻美が2周目から市役所に現れなくなったことから、彼女がタイムリーパーであることに気付いていた。
9周目（麻美の5周目）では「日本ジェットスカイ」のCAとして就職している。添乗する937便の機長・中村が愛人を搭乗させて不倫旅行を企てていると知り、市役所職員の際に彼からクレームを受けていた恨みから妻に密告。これにより中村は937便をキャンセルすることになり、図らずも麻美が代わりに機長を務めることになる。
3年後、時間が不規則で馴染めないとCAを辞め、慣れ親しんだ市役所の職員に再就職して麻美と同僚になる。
谷口裕二
演 - 竹森千人（第1話・第2話・第4話）
国保年金課・課長。麻美の上司。2周目の麻美が遭遇した三田痴漢冤罪事件の真犯人であった。麻美が偶然撮影していた動画を警察に提出したため、懲戒解雇される。麻美の3周目では麻美が三田を別車両に移動させた為、現行犯で連行された。
緑山春菜（みどりやま はるな）、生田美樹（いくた みき）
演 - 佐々木史帆、冨手麻妙（第1話・第3話）
麻美の同期。

### 薬局の人々（2周目）
2周目の麻美の職場「ニシカ薬局」上元町支店で関わる人たち。
宮岡徹
演 - 野間口徹（第3話・第5話・第7話・第9話）
麻美の同僚。別名・ギョウ虫。朝一番に出勤しても薬局の鍵を開けず、他の人が開けるのを待つ妙な癖がある。
麻美の友達である玲奈と不倫していたが、麻美が既婚者であることをバラしたため関係を解消される。その際の玲奈によると、2人きりの時には赤ちゃん言葉で話しかけたり、自撮り写真を送ってきたりしている。
3周目、4周目の麻美が夢庵で玲奈との接触を防げなかったことから、薬局の出勤時に麻美に直接押しかけられ、連絡先交換の際に結婚指輪を外していたことを指摘された上、玲奈に手を出すなと釘を刺され、更に薬局の鍵を自分で開けるよう注意される。
麻美の5周目では、6周目の真里も加わり夢庵の段階で不倫関係になることを阻まれる。
下川祐美
演 - 川面千晶（第3話）
薬剤師は主に白い汚れがつく為「薬剤師は白衣じゃなくて黒衣にした方がいいんじゃない」と麻美に告げるが、下川の白衣には漆黒のシミがある。

### テレビ局の人々（3周目）
3周目の麻美の職場「日本テレビ」で関わる人たち。
臼田あさ美
演 - 臼田あさ美（本人役、第4話 - 第6話）
麻美がAP（アシスタント・プロデューサー）として関わったドラマ『Woman』と『家売るオンナ』の出演女優。
食事を共に取るなど親交を深めており、麻美のプロデューサーデビュー作・水曜ドラマ『ブラッシュアップライフ』で主人公を演じる。
塚地武雅
演 - 塚地武雅（本人役、第4話・第9話）
麻美がAPとして関わったドラマ『花咲舞が黙ってない』の出演俳優。5周目の麻美が小学生の時に夢に登場する。
仲村トオル
演 - 仲村トオル（本人役、第5話）
麻美がAPとして関わったドラマ『家売るオンナ』の出演俳優。麻美の妄想の中で、照明の金森を音声の吉田さんと間違える。

### 医学部研究室の人（4周目）
4周目の麻美の職場「東央大学医学部研究室」で関わる人たち。
鶴野多江
演 - 山田真歩（第8話・第9話）
麻美の東央大学医学部研究室の先輩。顕微鏡の使用後にピントを直さないポストドクター松田について、麻美と学食で愚痴を言い合う。
5周目の麻美が、自身が4周目で発見した細菌が5周目では発見されず多くの命を救えなくなることを危惧して彼女に研究内容を伝えようとするが、既に別の誰かが発見していたため取り越し苦労に終わった。

### 航空会社の人々（5周目）
5周目の麻美の職場「日本ジェットスカイ」で関わる人たち。
中村真一
演 - 神保悟志（第9話・最終話）
麻美と真里たちと同じ北熊谷出身の先輩。運命の937便の機長。5周目の真里が航空事故を回避するため副操縦士として同乗し航路変更を訴えるが、変更理由を認めず事故に遭う。
麻美からスケジュールの交代を求められるも、台北の空港資格が失効する（パイロットは1年間その空港に行かないと資格が切れてしまう）ことを理由に交代を拒む。フライトを回避させるため食中毒と似た症状になる薬を麻美から盛られるところであったが、同社のCAでありタイムリーパーの河口美奈子が前の人生で市役所職員だった際にクレームをつけて恨まれており、愛人を搭乗させていることを妻に密告されフライトをキャンセルする。
堀口聡子
演 - 江口のりこ（第9話・最終話）
麻美と真里の同僚。パイロットのシフトを調整するスケジューラー。麻美を937便の機長にブッキングするはずが、既に中村がブッキング済みだったため自分の権限では変更できないと告げる。

### 保育園時代の麻美の関係者
池脇洋子（いけわき ようこ）
演 - 中田クルミ（第1話 - 第3話・第6話）
保育士。麻美の1周目では玲奈の父親からアプローチされて不倫関係となり、保育園を去っている。
玲奈の父親
演 - 勢登健雄（第1話 - 第3話・第6話）
麻美の1周目では洋子にポケベル番号を渡したことから不倫関係になり、妻と離婚している。
麻美の2～3周目では洋子の代わりに番号を入手した麻美から「フリン シタラ バラス」と送り付けられ、4周目では麻美が洋子に直接「不倫しないように」と釘を刺さしたことで不倫が妨害されている。

### 死後案内所
受付係
演 - バカリズム（第1話・第3話・第6話 - 第8話）
死後の世界の案内人。亡くなってしまった麻美に、来世は南米・グアテマラのオオアリクイだと通告。困惑している麻美に、希望の生き物に生まれ変われないのは人生に徳が足りかなかった可能性があると指摘し、来世に進むか今世をやり直すかを選択させる。
2周目の人生を終えた麻美に、寿命以外で亡くなりやすいイレギュラーな年齢が麻美の場合は30代であること、来世はインド太平洋のニジョウサバであることを通告。また今世をやり直せる回数は人によって異なり教えられないが、麻美の場合はまだ可能だと伝える。
4周目の人生を終えた麻美に、来世は人間だと通告。それでもやり直すことを望む麻美に、次が最後になることを伝える。

### ゲスト

#### 第1話
市民
演 - 矢嶋俊作
市役所の国保年金課の窓口で麻美に悪態を付く。
警官
演 - 高木トモユキ（第3話）
深夜に公衆電話を探し徘徊する園児の麻美を見かけ声をかけるが、逃げられる。
真央、早苗
演 - 泉谷星奈（第6話）、吉田萌果（第6話）
保育園時代の麻美の同級生。一緒に「セーラームーン」ごっこをしようとするが、結果ほぼ鬼ごっこになってしまう。

#### 第2話
駅員
演 - 入江甚儀（第4話）
麻美が三田の痴漢騒ぎに遭遇した時の駅員。
北熊谷市長
演 - 森永徹（第4話・第7話 - 第9話）
平成22年の麻美の成人式の式典で挨拶する。
ヤンキー
演 - 拓夢（高校生時代：上野凱）（第4話・第7話 - 第9話）
北熊谷市の成人式で壇上に上がり酒を飲んで暴れる。1周目の真里と同じ高校出身であった。
患者
演 - 田野良樹
薬局で麻美が応対した患者。時間がかかりすぎるとクレームを入れる。
塩見まどか、小島乃亜、望美
演 - 深尾あむ（第4話・第8話）、荒川ひなた（第4話）、和泉詩（第4話）
麻美の高校の時のクラスメイト。まどかに彼氏が出来たので、クラスで「囲み取材」を行う。
薬学部の女学生
演 - 堀かおり
西埼玉大学・薬学部学生時代での麻美の友人。
痴漢された女性
演 - 芦原優愛（第4話）
市役所の谷口課長に痴漢された被害者。

#### 第3話
前野朋哉
演 - 前野朋哉（本人役、第6話・第8話）
本作と同時期に放送されている水曜ドラマ『リバーサルオーケストラ』に「土井琢郎」役で出演中の俳優。麻美にとっては彼を見るたびに亡くなってしまうリスクが高い。2周目の麻美は自転車でお蕎麦屋さんに向かう途中、偶然通りかかった彼のロケに気を取られたまま交差点を横断し、自動車事故で亡くなる。
麻美の3周目では、彼女のプロデュース作『ブラッシュアップライフ』に冴島という役で出演している。
麻美の4周目ではメガネの広告が貼られている。
薬剤師
演 - 簑輪裕太（第5話）
信博に薬を処方した「杉浦薬局」の薬剤師。飲み合わせが適切でなかったことを詫びる。

#### 第4話
『Woman』の制作スタッフ
メイキング
演 - 佐藤太助
メイキング撮影のスタッフ。
助監督
演 - 西中ひさあき
『花咲舞が黙ってない』の制作スタッフ
茂山雅紀
演 - BOB
チーフ助監督。
長山純一
演 - 岩永ひひお
撮影部。
岩田恵子
演 - 金子ゆい
録音部。

金森大輔
演 - 佐藤まんごろう（第5話）
照明部。『家売るオンナ』の照明。仲村トオルに音声の吉田さんと間違われる麻美の妄想に登場する。

宇多川誠
演 - 山口森広
制作部。ロケバス手配など、抜け道を知り尽くしている。東名高速で塚地の乗った車が渋滞に巻き込まれた際は、用賀で降りて多摩川の土手道を使えばいいと麻美にアドバイスする。
その他スタッフ
演 - 中野深咲、藤田啓介、宮島はるか、荒木誠
笹野香織、役名不明
演 - 吉田芽吹、篠原美紀
西埼玉大学・文学部での麻美の友人。

#### 第5話
小田
演 - 横内亜弓
日本テレビでの麻美の上司。『家売るオンナ』のプロデューサー。12時頃に出社する。
助監督
演 - 岡部尚（第6話）
『家売るオンナ』の助監督。
脚本家（今井翔平）、監督
演 - 阿部翔平、鈴木隆仁（第6話）
麻美が企画したドラマ『ブラッシュアップライフ』の脚本会議で、ベースとなる麻美のやり直し人生を地味だと判断し、多くの人々を救うドラマチックな内容に脚本をブラッシュアップする。
仲村
演 - 佐々木春香（第6話）
『ブラッシュアップライフ』のAP。ドラマの番手（キャストの記載順）を決める作業が難航している麻美に声をかける。
りんごちゃん
演 -  りんごちゃん（本人役）
麻美が自宅アパートで玲奈の連絡先を調べていたときにテレビで放送されていた『りんごちゃんの大将飯』の出演者。武田鉄矢の物まねをする。
向里屋春奈（むりや はるな）
演 - 上地春奈
俳優事務所「株式会社HOTATE」のマネージャー。所属俳優・泉祐介を売り込むため、彼が出演する3時間の舞台『ダンシングボウイ』の観劇を麻美に勧める。

山本（やまもと）
演 - 佐藤玲（第6話）
ラウンドワンのバイト店員。福田経由で玲奈の連絡先を入手しようと麻美が地元のラウンドワンを訪れた際の店員。福田がシフトに入っていなかったため、この場で電話してほしいと麻美に求められるも連絡がつかなかった。離婚後の福田と交際していたことが福田本人の口から麻美に語られている。後に福田と結婚し子供を設ける。
夢庵の店員
演 - 名取えりか
玲奈と宮岡の再会を阻止するために麻美が訪れた夢庵の店員。長居する麻美が注文したメニューを提供する度に「ごゆっくりどうぞ」と声をかける。

#### 第6話
川端 役、黒幕 役
演 - 古川康、矢柴俊博
麻美のプロデュース作『ブラッシュアップライフ』の出演者。
主婦
演 - 小林千里
4周目の麻美が朝の路上で挨拶する、ゴミ出しに向かう主婦。
望月舞
演 - 増田光桜
小学校時代の麻美のクラスメイト。

#### 第7話
中山賢治
演 - 田村健太郎（第9話・最終話）
遥の彼氏。近藤家に訪れたため結婚の挨拶かと思われたが、遥の購入した棚を組み立てることが目的であった。その後、遥と結婚する。
5周目の麻美がパイロットを辞めた頃には遥との間に娘が生まれている。

#### 第9話
教師
演 - 緒方ありさ
小学校入学時の麻美の担任教師。
大貫
演 - 小山弘訓
航空学校の面接官。度重なる真里のリサーチにより他の面接官（佐伯、小林）を含む面接官別の攻略方法を研究し尽くしていたことから、麻美は完璧な受け答えにより面接をパスする。
高橋、広川
演 - 大津尋葵、星川愁
航空学校での麻美と真里の同期生。「ツボられる（厳しい教官に怒られる）」という航空業界特有の用語で会話する。
巡査
演 - 中村公隆
駅前で路上ライブしていた福田に、駅前はライブ禁止だと注意する。
鈴木泰子（すずき やすこ） / すーさん
演 - 近藤春菜（写真出演）（最終話）
夏希の友人。25年前にラウンドワンで夏希が紹介しないままトイレに行ったことで美穂と2人きりにされ、その際クレーンゲームで「でっかいポッキー」をゲットしている。
北熊谷市の市議会議員で同市議選の立候補者で、掲示板に選挙ポスターが貼られている。明政党所属。
高城（たかぎ）
演 - 浅野忠信（最終話）
フライトに向かう麻美と真里を見つめる男。2周目のタイムリーパーで、復縁したいと考えている元妻が台北行937便の事故で亡くなったことから、航路を変更するよう2人に伝える。タイムリーパーなのに離婚を回避できなかったことや、自らタイムリーパーと名乗るのはダサいと、麻美と真里に陰で馬鹿にされる。

#### 最終話
遥の子ども
演 - 本田涼香
遥と賢治の娘。
遥の孫
演 - 愛由
遥と賢治の孫娘。
市民
演 - 内藤トモヤ
パイロットを辞めて市役所に再就職した麻美にクレームをつける。

## スタッフ
- 脚本 - バカリズム
- 音楽 - fox capture plan[69]
- 演出 - 水野格、狩山俊輔[1]、松田健斗
- チーフプロデューサー - 三上絵里子[1]
- プロデューサー - 小田玲奈、榊原真由子、柴田裕基（AX-ON）、鈴木香織（AX-ON）[1]
- 企画協力 - マセキ芸能社
- 制作協力 - AX-ON
- 製作著作 - 日本テレビ

## 放送日程
| 話数                                                                        | 放送日  | サブタイトル         | ラテ欄                                                           | 演出     | 視聴率 |
| --------------------------------------------------------------------------- | ------- | -------------------- | ---------------------------------------------------------------- | -------- | ------ |
| 第1話                                                                       | 1月08日 | 2周目の人生スタート  | 脚本バカリズム! 人生を赤ちゃんからやり直す                       | 水野格   | 5.7%   |
| 第2話                                                                       | 1月15日 | あの人の未来を変える | 脚本バカリズム! 2周目の人生は徳を積む                            | 水野格   | 6.3%   |
| 第3話                                                                       | 1月22日 | 1周目で死んだ日      | 脚本バカリズム! 1周目で死んだあの日に奇跡が起こる                | 水野格   | 5.2%   |
| 第4話                                                                       | 1月29日 | そういう運命         | 脚本バカリズム! 人生3周目はテレビ局勤務                          | 水野格   | 6.4%   |
| 第5話                                                                       | 2月05日 | 徳を積み直す         | 脚本バカリズム! 人生3周目… ドラマプロデューサー編                | 狩山俊輔 | 6.3%   |
| 第6話                                                                       | 2月12日 | 救世主               | 脚本バカリズム! 人生3周目で緊急事態! テレビ局編完                | 狩山俊輔 | 5.9%   |
| 第7話                                                                       | 2月19日 | 変わりゆく日常       | 脚本バカリズム! 4周目はエリートになる                            | 松田健斗 | 6.5%   |
| 第8話                                                                       | 2月26日 | ずっと一緒           | 脚本バカリズム! 衝撃展開! 明かされるもう一つの人生!              | 水野格   | 6.8%   |
| 第9話                                                                       | 3月05日 | 最後の人生           | 脚本バカリズム! 最終章! 幼馴染み救いたい… 最後の人生はパイロット | 水野格   | 7.1%   |
| 最終話                                                                      | 3月12日 | 帰る場所             | 脚本バカリズム! 巡り巡った人生の終着点とは? 最後に帰る場所       | 水野格   | 6.1%   |
| 平均視聴率 6.2%（視聴率はビデオリサーチ調べ、関東地区・世帯・リアルタイム） |         |                      |                                                                  |          |        |

## 受賞
- 第115回ザテレビジョンドラマアカデミー賞[73]
  - 最優秀作品賞
  - 主演女優賞 - 安藤サクラ
  - 助演女優賞 - 夏帆
  - 脚本賞 - バカリズム
  - 監督賞 - 水野格、狩山俊輔、松田健斗
- 第26回日刊スポーツ ドラマグランプリ 主演女優賞 - 安藤サクラ
- 第49回放送文化基金賞 テレビドラマ部門 奨励賞
- 第60回ギャラクシー賞 テレビ部門 選奨
- 第39回ATP賞テレビグランプリ[74]
  - 総務大臣賞
  - 優秀賞
- 東京ドラマアウォード2023
  - 作品賞グランプリ（連続ドラマ部門）[75]
  - 脚本賞 - バカリズム[75]
- Content Innovation Awards 2023
  - Best New Scripted Series Non-English Language（英語以外の新作ドラマ部門）[75]
- MIPCOM BUYERS' AWARD for Japanese Drama 2023 ノミネート
- 2023年日本民間放送連盟賞 番組部門テレビドラマ種目 優秀賞
- アジア・テレビジョン・アワード 2023（ATA2023）最優秀脚本賞[76]
- 第32回 橋田賞[77]
- Filmarks DRAMA AWARDS 2023 国内ドラマ部門 第1位受賞[78]

## 挿入歌・エンディング曲
平成の名曲が、挿入歌やエンディング曲として用いられている。
| 話数   | 曲名                            | アーティスト名         | リリース年 |
| ------ | ------------------------------- | ---------------------- | ---------- |
| 第1話  | ポケベルが鳴らなくて            | 国武万里               | 1993年     |
| 第2話  | 僕が一番欲しかったもの          | 槇原敬之               | 2004年     |
| 第3話  | ファイト！                      | 中島みゆき             | 1994年     |
| 第4話  | やさしくなりたい                | 斉藤和義               | 2011年     |
| 第5話  | 恋のメガラバ                    | マキシマム ザ ホルモン | 2006年     |
| 第6話  | （夕焼けチャイム）              |                        |            |
| 第7話  | Secret base〜君がくれたもの〜   | ZONE                   | 2001年     |
| 第8話  | 笑えれば                        | ウルフルズ             | 2002年     |
| 第9話  | Best Friend                     | Kiroro                 | 2001年     |
| 第10話 | Hello, Again 〜昔からある場所〜 | My Little Lover        | 1995年     |

## スピンオフドラマ
『ブラッシュアップライフ アナザーストーリー』のタイトルで、動画配信サービス「Hulu」にて、3月5日の第9話放送終了後から配信中。

### キャスト（スピンオフ）
- 加藤直人 - 宮下雄也（#1）[79]
- 近藤麻美 / あーちん - 安藤サクラ[80]（#5）、幼少期：永尾柚乃[79]（#1、#2）、小学時代：和田愛海[80]（#8）
- 門倉夏希 / なっち - 夏帆[79]（#2、#5、#6）
- 米川美穂 / みーぽん - 木南晴夏[79]（#2、#5、#6）
- 宇野真里 / まりりん - 水川あさみ（#5、#7）、小学校時代：板垣樹[80]（#8）
- 臼田あさ美 - 臼田あさ美[79]（#2）
- 島本加奈子 / ぺーたん - うらじぬの[79]（#3）
- 丸山美佐 / ごんちゃん - 野呂佳代[79]（#3、#4）
- 鈴木泰子 / すーさん - 近藤春菜[80]（#6）
- 受付係 - バカリズム[80]（#7）
- 福田俊介 / ふくちゃん - 染谷将太[80]（#9）

### スタッフ（スピンオフ）
- 脚本 - バカリズム[79]
- 音楽 - fox capture plan[79]
- 演出 - 松田健斗[79]
- プロデューサー - 小田玲奈、榊原真由子、柴田裕基（AX-ON）、鈴木香織（AX-ON）[79]
- チーフプロデューサー - 三上絵里子[79]
- Hulu - 茶ノ前香、渋谷昌彦、荒井智美[79]
- 企画協力 - マセキ芸能社[79]
- 制作協力 - AX-ON[79]
- 製作著作 - 日本テレビ[79]

### 配信日程
| 各話 | 配信日  | サブタイトル                       |
| ---- | ------- | ---------------------------------- |
| #1   | 3月05日 | 加藤の粉雪                         |
| #2   | 3月10日 | あーちんのBest Friend              |
| #3   | 3月10日 | ペーたんのFirst Love               |
| #4   | 3月10日 | ごんちゃんのStory                  |
| #5   | 3月12日 | みーぽんのbirthday                 |
| #6   | 3月12日 | すーさんのif                       |
| #7   | 3月12日 | まりりんのCross Road               |
| #8   | 3月12日 | 2人のDestiny                       |
| #9   | 3月12日 | 福ちゃんのアイラブユーが世界を救う |

## その他
- 2016年10月期に同局の水曜ドラマ枠で放送された『地味にスゴイ! 校閲ガール・河野悦子』で使用された公式Twitterアカウントを引き継いで使用している[81]。
- 水川あさみや染谷将太が演じるシーンではNHK連続テレビ小説『舞いあがれ!』のオマージュを想像させるようなシーンがある[82]。両名は『舞いあがれ!』に登場する歌人のモデル・萩原慎一郎の『歌集 滑走路』の映画に出演している[83]。